# Amalia López Cabrera
Amelia López Cabrera (Almería, 1837 – Madrid, 1899) fue una daguerrotipista y fotógrafa profesional española. Firmaba su obra como Amalia L. de López. Fue la primera mujer que abrió un estudio fotográfico propio en España.

## Biografía
Descendiente de una familia de ricos comerciantes, pasó su infancia en la calle Posada, junto al Liceo de Francisco Javier de León Bendicho. Con poco más de veinte años conoció al que se convirtió en su marido, Francisco López Vizcaíno, impresor viudo de Jaén. Se casó en 1857 y se trasladó a Jaén.
Se inició en la fotografía cuando conoció a Ludwik Tarszela ski Konarzenski, conde de Lipa. Tarszela era capitán del ejército de Polonia, expatriado en Francia y amigo del artista Louis Daguerre, creador de la fotografía, quien le inició en la fotoquímica y los secretos del posado. El conde de Lipa se instaló en Jaén. López ya había leído acerca de ese nuevo invento del daguerrotipo que estaba haciendo furor en Francia, cuando supo que estaba en la ciudad, fue a su estudio y se convirtió en su primera alumna. Quería aprender el secreto de las placas, los baños de plata y el tiempo de las exposiciones.
 

En 1860, una vez dominada la técnica, abrió su propio estudio. No era el primer estudio en España, ya había fotógrafas que trabajaban en el estudio de su marido, pero su hazaña fue abrir, por entonces y siendo mujer, su estudio en el barrio de La Merced, en la calle Obispo Arquellada, 2, junto a la imprenta de su marido. Se anunció en la prensa local, en el periódico El Anunciador, con estas palabras: 
“Amalia L. de López: retratos, grupos, vistas, en todos los tamaños; se sacan fotografías aún en días nublados; tiempo de exposición casi instantáneo; no se entregan si no satisfacen a los clientes”. 
López realizaba retratos a niños vestidos de adultos, con cigarro y sombrero, ancianos de cuerpo presente, imágenes post mortem de la época. Hay también una colección de imágenes en postal formada por cuadros de Bartolomé Esteban Murillo y Rafael Sanzio, vistas de la Catedral de la Asunción de Jaén, reproducciones de imágenes religiosas y retratos de personajes distinguidos. En 1868, participó con su producción gráfica en el Premio Nacional de Fotografía de Zaragoza donde obtuvo una mención honorífica .
En 1869 se traslada a Madrid, donde su marido obtuvo la concesión para imprimir La Gaceta Agrícola, por lo que cierra su estudio, tras ejercer ocho años como profesional de la fotografía. A partir de esta fecha no hay más información sobre su carrera como fotógrafa profesional, desconociéndose a qué se dedicó en Madrid.